# ホリフ
ホリフ(ウクライナ語: Хорив)は、『原初年代記』によれば、キーウを建設したとされる伝説的な兄弟の1人である（他の兄弟はキーイ、シチェク、リービジ）。
マックス・ファスマー、アレクセイ・ソボレフスキー(ru)の説によれば、ホリフと言う名はキーウのホレウィチャ山(ru)（ウクライナ語: Хоревиця）に由来するものであり、またこの山の名は古代ペルシア語のHaraiva（山がちな土地、の意）に通じ、おそらくイラン語群のいずれかを通じてもたらされたものであるという。